# ENB F1
Chronologie des modèles (1962)
Aucun Aucun
L'ENB F1 est la monoplace de Formule 1 engagée par l'Écurie nationale belge dans le cadre du championnat du monde de Formule 1 1962. Fondée sur un châssis Emeryson 61, l'ENB F1, pilotée par le Belge Lucien Bianchi, ne dispute qu'une seule course, le Grand Prix d'Allemagne.

## Historique
Lors des qualifications, Bianchi réalise le vingt-sixième et dernier temps en 10 min 40 s 7, à près de deux minutes du temps de la pole position du pilote Porsche Dan Gurney et à 19 secondes du vingt-cinquième temps, établi par l'Australien Jack Brabham. En course, Bianchi bloqué en queue de peloton, termine seizième à un tour du vainqueur Graham Hill,,.
L'Écurie nationale belge se classe dixième du championnat du monde des constructeurs, sans avoir inscrit de point, et se retire de la Formule 1 à l'issue de cette course.

## Résultats en championnat du monde de Formule 1
| Saison | Écurie                 | Moteur          | Pneumatiques | Pilotes        | Courses | Courses | Courses | Courses | Courses | Courses | Courses | Courses | Courses | Points inscrits | Classement |
| Saison | Écurie                 | Moteur          | Pneumatiques | Pilotes        | 1       | 2       | 3       | 4       | 5       | 6       | 7       | 8       | 9       | Points inscrits | Classement |
| ------ | ---------------------- | --------------- | ------------ | -------------- | ------- | ------- | ------- | ------- | ------- | ------- | ------- | ------- | ------- | --------------- | ---------- |
| 1962   | Équipe nationale belge | Maserati 4-1500 | Dunlop       |                | P-B     | MON     | BEL     | FRA     | GBR     | ALL     | ITA     | USA     | AFS     | 0               | 10e        |
| 1962   | Équipe nationale belge | Maserati 4-1500 | Dunlop       | Lucien Bianchi |         |         |         |         |         | 16e     |         |         |         | 0               | 10e        |

Légende : ici 